# Tập hợp đo được
Tập hợp đo được là tập hợp trong không gian Euclide có độ đo ngoài và độ đo trong bằng nhau, và giá trị độ đo chung đó được gọi là độ đo của tập hợp này.

## Tính chất
- Điều kiện cần và đủ để một tập hợp đo được theo độ đo {\displaystyle \mu } nếu nó thuộc miền xác định của hàm số độ đo {\displaystyle \mu }